# Mesochorus tantillus
Mesochorus tantillus är en stekelart som beskrevs av Dasch 1971. Mesochorus tantillus ingår i släktet Mesochorus och familjen brokparasitsteklar. Inga underarter finns listade i Catalogue of Life.